# Histioteuthis heteropsis
Histioteuthis heteropsis är en bläckfiskart som först beskrevs av Berry 1913.  Histioteuthis heteropsis ingår i släktet Histioteuthis och familjen Histioteuthidae. Inga underarter finns listade i Catalogue of Life.